# Auchinloch
Auchinloch (Achadh an Locha in lingua gaelica scozzese) è una località della Scozia, situata nell'area di consiglio del Lanarkshire Settentrionale.